# Люблянская синагога
Люблянская синагога — ортодоксальная иудейская община и синагога, расположенная в жилом здании в центре Любляны, Словения. Синагога, основанная Федерацией еврейских общин Граца и Любляны в 2021 году, является единственным действующим еврейским местом поклонения в Словении.

## История
2 августа 2021 года еврейская община Граца и еврейская община Словении во главе с Эли Розеном, президентом еврейской общины Граца, и Игорем Войтичем, вице-президентом еврейской общины Словении, объявили о создании Федерации еврейских общин Граца и Любляны. Транснациональная ассоциация еврейских общин была создана с целью укрепления и развития общинной жизни обоих образований.
Церемония открытия синагоги Любляны, работающей по традиционному (ортодоксальному) обряду, состоялась 9 ноября 2021 года — в день памяти жертв ноябрьских погромов 1938 года — в присутствии президента Республики Словении Борута Пахора, римско-католического архиепископа г-на Станислава Зоре, муфтия исламской общины Республики Словении Невзета Порича, а также высокопоставленных представителей политики, дипломатии и общества. Австрийскую Республику представляла посол Австрии в Словении Элизабет Эллисон-Крамер.

## Хахнасат Сефер Тора
Непосредственно перед открытием синагоги делегация Конференции европейских раввинов с раввинами из Германии, Великобритании, Франции, Австрии, Испании, Швейцарии, Швеции и Польши присутствовала на церемонии внесения свитка Торы в синагогу 3 ноября 2021 года. Церемония в Люблянской синагоге прошла в присутствии главного раввина Польши Михаэля Йозефа Шудриха, а также главного раввина Словении Ариэля Хаддада, раввина провинции Штирия Шломо Хофмайстера и президента Грацской еврейской общины и синагоги Любляны Эли Розена. Синагога Любляны — единственное учреждение еврейской общины на территории Республики Словении, признанное Конференцией европейских раввинов.

## Интерьер
В синагоге Любляны соблюдается ортодоксальный молитвенный ритуал: молитвенное пространство состоит из мужского отделения примерно на 45 мест и женского отделения вместимостью около 25 мест. Помимо центральных помещений, синагога дополняется несколькими прилегающими помещениями, включая общую гостиную, комнату для кидуша и административную комнату. Деревянные скамьи в синагоге изготовлены израильским кибуцем Лави, святилище Торы — работа австрийско-штирийской компании Teammöbel из Хартберга, которая также оборудовала синагогу в Бадене под Веной.
Одной из главных особенностей синагоги Любляны является синяя занавеска перед святилищем Торы, разработанная молодым словенским модельером Матичем Велером, окончившим Королевский колледж искусств в Лондоне, Великобритания. Узор занавеса берёт своё начало в типичной еврейской символике, адаптированной к нуждам молитвенной комнаты, и основан на идее передачи света через вырезанный лазером узор, благодаря чему отражение тени образует мистическую и движущуюся среду. Размещение произведений Велера в таких помещениях, как галереи, музеи, а теперь и синагога, соответствует его более широкой философии дизайна.